# Richards Castle (Hereford)
Richards Castle är en civil parish i Storbritannien.   Den ligger i grevskapet Herefordshire och riksdelen England, i den södra delen av landet, 200 km nordväst om huvudstaden London. Den gränsat till civil parishen Richard's Castle (Shropshire). 